# ヴァイオレンス
ヴァイオレンス（VIO-LENCE）は、アメリカ合衆国出身のスラッシュメタル・バンド。
サンフランシスコ産のスラッシュメタル「ベイエリア・スラッシュ」の第2世代目に当たるバンドの一つ。主要メンバーが同国のバンド「マシーン・ヘッド」に参加しグループは消滅。2000年代に短期間再結成をした後、2019年より再々結成を果たす。

## 歴史

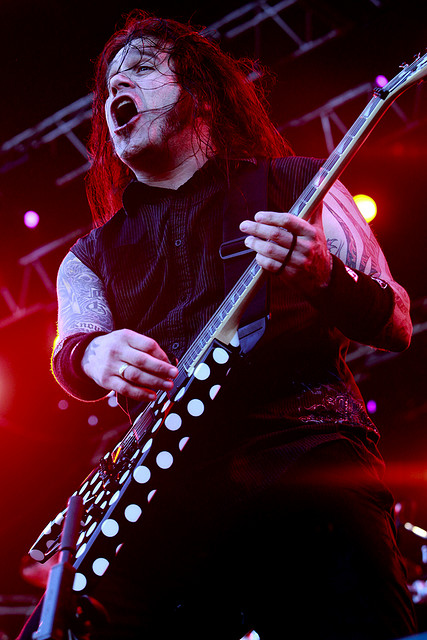
フィル・ディメル(G) 2009年

1985年、フィル・ディメル（ギター）を中心に結成。その後、メンバーチェンジを経て、ショーン・キリアン（ヴォーカル）、トロイ・フーア（ギター）、ディーン・デール（ベース）、ペリー・ストリックランド（ドラムス）が加入。
1986年、トロイ・フーアが脱退し、後任に元「FORBIDDEN EVIL」(後のフォビドゥン）のロブ・フリンが加入。同年、デモテープを2本製作し、これが元でMCA傘下の新興レーベル「メカニック・レコード」と契約。1988年、同レーベル第1弾アーティストとして『悪夢（原題：ETERNAL NIGHTMARE）』でデビュー。

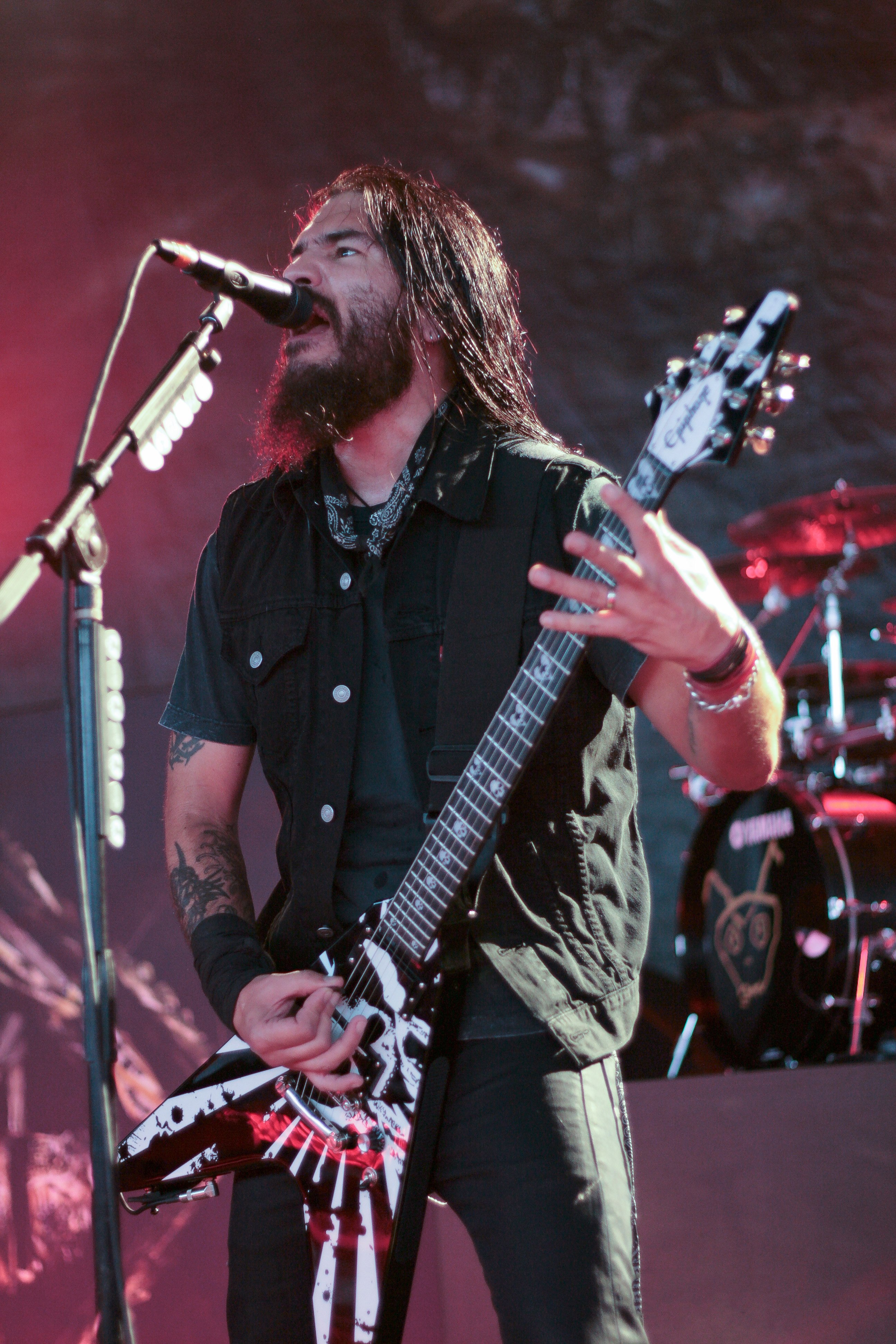
ロブ・フリン(G) 2011年

1989年、「メガフォース・レコード」に移籍。翌年、2ndアルバム『OPPRESSING THE MASSES』をリリースするが、拷問について歌った「Torture Tactics」の歌詞が検閲に引っ掛かり、アルバムからカットされることになる。ただし、2ndの日本盤のみ「Torture Tactics」がカットされず収録されている。1991年、前述の「Torture Tactics」が同名のEPとしてリリース。
1993年、3rdアルバム『NOTHING TO GAIN』をリリース。このアルバムを最後に、ロブが脱退。その後、ペリーもバンドを去り、自然消滅の形でバンドは解散。
2001年、当時癌との闘病中だった「テスタメント」のヴォーカリスト、チャック・ビリーのベネフィットコンサート「THRASH OF THE TYTANS」が開催され、「フォビドゥン」「ヒーゼン」らと共に当バンドも参加。これを契機に再結成の形でバンド活動を再開するが、ロブは本業であるマシーン・ヘッドでの活動もあり復帰は叶わなかった。数人のサポートギタリストが入れ替わる形で、2003年頃まで活動を続ける。
2002年にマシーン・ヘッドを脱退したアールー・ラスターの後任としてフィルが移籍したことに伴い、事実上バンドは活動停止状態となる（フィル曰く「解散はしていない」と発言）。
2018年、フィルのマシーン・ヘッド脱退が報じられ、ヴァイオレンス再々結成の噂が立った。
翌年2019年、『悪夢』をほぼ完全再現するライブを機に本格的に活動を再開させる。

## メンバー

### 現在のラインナップ
- ショーン・キリアン Sean Killian - ボーカル (1986年 - 1994年、2001年 - 2003年、2019年 - 現在)
- フィル・ディメル Phil Demmel - ギター、コーラス (1985年 - 1994年、2001年 - 2003年、2019年 - 現在)
- クリスチャン・オールド・ウォルバース Christian Olde Wolbers - ベース、コーラス (2020年 - 現在)

### 旧メンバー
- エディ・ビリー Eddie Billy - ベース (1985年)
- ディーン・デル Deen Dell - ベース、コーラス (1985年 - 1994年、2001年 - 2003年、2019年 - 2020年)
- ジェリー・ブル Jerry Birr - ボーカル (1985年 - 1986年)
- トロイ・フーア Troy Fua - ギター (1985年 - 1986年、2001年 - 2003年)
- ペリー・ストリックランド Perry Strickland - ドラムス (1985年 - 1993年、2001年 - 2003年、2019年 - 2023年)
- ロブ・フリン Robb Flynn - ギター、コーラス (1986年 - 1992年)
- レイ・ベガス Ray Vegas - ギター、コーラス (1991年 - 1994年、2001年、2019年 - 2020年)
- マーク・ヘルナンデス Mark Hernandez - ドラムス (1993年 - 1994年)
- スティーブ・シュミット Steve Schmidt - ギター (2001年)
- ボビー・グスタフソン Bobby Gustafson - ギター、コーラス (2020年 - 2022年)

## ディスコグラフィー
スタジオアルバム
- ETERNAL NIGHTMARE (1988)
- OPPRESSING THE MASSES (1990)
- NOTHING TO GAIN (1993)

その他
- TORTURE TACTICS (1991) - EP
- THEY JUST KEEP KILLING (2003) - デモ音源EP
- BLOOD & DIRT (2006) - DVD